# The Tide Is High
The Tide Is High est une chanson de 1967 écrite par John Holt et à l'origine interprétée par The Paragons avec John Holt comme chanteur principal. La chanson passa presque inaperçue jusqu'en 1980 quand sa reprise par le groupe Blondie devient numéro 1 des ventes aux États-Unis et au Royaume-Uni. Le girl group Atomic Kitten est également classé numéro 1 au Royaume-Uni avec sa version de la chanson en 2002.

## Version de Blondie
Singles de Blondie
Call Me
(1980) Rapture
(1981)
The Tide Is High a été reprise par le groupe Blondie en 1980, dans un style reggae qui comprenait des trompettes et des cordes. La chanson est sortie en single, et apparaît sur le cinquième album du groupe, Autoamerican. Il a atteint la 1re place du Billboard Hot 100, et a été populaire en dehors des États-Unis, atteignant la 1re place des charts au Royaume-Uni, la 4e en Australie et la 15e place dans l'ex-Allemagne de l'Ouest. La face B de The Tide Is High était Suzie et Jeffrey, qui apparaissait comme une piste bonus sur l'édition original de 1980 de l'album Autoamerican.

### Classements et certifications

#### Classements hebdomadaires
| Classement (1980-1981)                 | Meilleure position |
| -------------------------------------- | ------------------ |
| Afrique du Sud (Radio Springbok)       | 5                  |
| Allemagne (Media Control AG)           | 15                 |
| Australie (Kent Music Report)          | 4                  |
| Autriche (Ö3 Austria Top 40)           | 6                  |
| Belgique (Flandre Ultratop 50 Singles) | 4                  |
| Belgique (Flandre VRT Top 30)          | 5                  |
| Canada (CHUM)                          | 1                  |
| Canada (RPM 50 Singles)                | 1                  |
| États-Unis (Billboard Hot 100)         | 1                  |
| États-Unis (Cash Box)                  | 1                  |
| États-Unis (Hot Adult Contemporary)    | 3                  |
| États-Unis (Hot Dance Club Play)       | 1                  |
| États-Unis (Record World)              | 1                  |
| France (SNEP)                          | 31                 |
| Irlande (IRMA)                         | 2                  |
| Italie (FIMI)                          | 22                 |
| Norvège (VG-lista)                     | 7                  |
| Nouvelle-Zélande (RMNZ)                | 1                  |
| Pays-Bas (Nederlandse Top 40)          | 4                  |
| Pays-Bas (Single Top 100)              | 5                  |
| Royaume-Uni (UK Singles Chart)         | 1                  |
| Suède (Sverigetopplistan)              | 19                 |
| Suisse (Schweizer Hitparade)           | 5                  |

| Classement (1980)             | Position |
| ----------------------------- | -------- |
| Pays-Bas (Nederlandse Top 40) | 59       |
| Pays-Bas (Single Top 100)     | 65       |

| Classement (1981)              | Position |
| ------------------------------ | -------- |
| Canada (RPM Top 100 Singles)   | 10       |
| États-Unis (Billboard Hot 100) | 17       |
| États-Unis (Cash Box)          | 20       |
| Italie (FIMI)                  | 86       |

| Pays              | Certification | Date              | Ventes  |
| ----------------- | ------------- | ----------------- | ------- |
| Canada (CRIA)     | Platine       | 1er avril 1988    | 10 000  |
| États-Unis (RIAA) | Or            | 26 janvier 1981   | 500 000 |
| Royaume-Uni (BPI) | Or            | 1er novembre 1980 | 400 000 |

## Autres versions
En 1981, la chanteuse suédoise Siw Inger enregistre une version en allemand de la chanson. Bien que les paroles ne sont pas une traduction directe, les arrangements vocaux et instrumentaux sont pratiquement identiques.
En 1984, la chanteuse Nigériane Onyeka Onwenu reprend la chanson pour l'album In The Morning Light.
Billie Piper reprend cette chanson en 2000 pour son deuxième album, Walk of Life.
Les Atomic Kitten en font également une version en 2002 (extraite de leur second album Feels So Good) qui rencontrera un énorme succès dans le monde.
Kardinal Offishall, en 2008, reprend la chanson sous le titre Numba 1 (Tide Is High).